# 가곡동 (밀양시)
가곡동(駕谷洞)은 대한민국 경상남도 밀양시의 동이다. 면적은 6.21 km2이고, 인구는 2011년 7월 1일을 기준으로 3,796세대 8,788명이다.

## 개요
가곡동은 고려시대 망우곡과 수남리, 가산산리 등으로 불렸으며, 조선시대에는 멍에실과 이창리, 남포리 등으로 불려오다가 1910년 10월 1일 행정구역 개편에 의거 밀양군 밀양면에 속하게 되었으며, 1931년 4월 1일자로 밀양면이 읍으로 승격하였다. 1989년 1월 1일 밀양읍이 시로 승격됨에 따라 2개 법정동(가곡동, 남포동)과 5개 행정통으로 나뉘었고 1992년 8월 1일 과대통반 조정으로 가곡동은 10개통으로, 남포동은 기존 1개통으로 조정되었다. 1998년 1월 1일 가곡동은 12개통으로 남포동은 기존 1개통으로 조정되어 2개 법정동과 13개 행정통으로 현재에 이른다.

## 법정동
- 가곡동
- 남포동

## 교육
- 세종중학교
- 밀양세종고등학교

## 주거
| 단지명          | 건설사   | 시행사         | 주소          | 입주        | 비고 |
| --------------- | -------- | -------------- | ------------- | ----------- | ---- |
| 밀양강 푸르지오 | 대우건설 | ㈜하나자산신탁 | 역앞광장로 15 | 2019년 12월 |      |